# خلية جواسيس بورتلاند

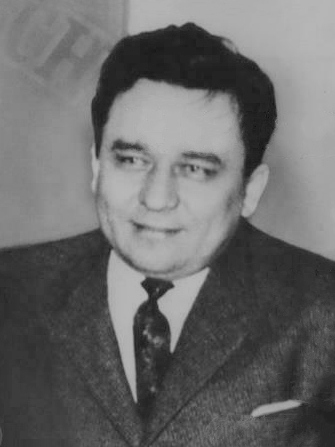
1961 صورة صحفية، حكم على رئيس حلقة التجسس غوردون أرنولد لونسديل (كونون مولودي) بالسجن لمدة 25 عامًا

تألفت خلية جواسيس بورتلاند من عصابة من الجواسيس يعملون لصالح الاتحاد السوفييتي داخل إنجلترا بداية من الخمسينيات وحتى عام 1961، عندما اعتقلت قوات الأمن البريطاني زعماء العصابة. وتُعد تلك الحادثة من أشهر الأمثلة على استخدام آلية الجواسيس المقيمين (وهم الجواسيس الذين يعملون في دولة أجنبية دون الإفصاح عن جنسيتهم الأصلية). وتضمنت العصابة الأعضاء التاليين: هاري هوتن، وإيثل جي، وجوردن لونزديل، وموريس ولونا كوهين (يعرفان أيضًا ببيتر وهيلين كروجر).

## تعقب الخلية
في عام 1959 تلقت وكالة المخابرات المركزية (سي آي إيه) عدة خطابات من مخبر ما يُعرف باسمه الحركي «القناص»، (واتضح لاحقًا أن هذا العميل هو مايكل جولينفسكي). أخبرهم القناص أن بعض المعلومات تتسرب من مؤسسة سلاح الأميرالية في بورتلاند، إنجلترا، حيث تختبر البحرية الملكية معدات الحرب تحت الماء حتى تصل تلك المعلومات في النهاية إلى الاتحاد السوفييتي. ومُررت تلك الخطابات إلى المخابرات الحربية، المكتب الخامس، وهو الجهاز البريطاني المسؤول عن الأمن ومكافحة التجسس.
حامت الشكوك حول هاري هوتن، وهو بحار سابق كان يعمل موظفًا في الخدمة المدنية لدى القاعدة البحرية. فقد اقتنى للتو سيارة رابعة ومنزلًا جديدًا وكان يفرط في شرب الكحوليات، وكان يدعو الجميع لشرب الكحوليات في الحانات المحلية على حسابه. ومن الواضح أن نفقات هوتن كانت تتخطى راتبه الهزيل بدرجة كبيرة.
ولذلك وُضع هوتن تحت المراقبة من قبل جهاز المخابرات. وراقبوا عشيقته إيثل جي، فهي كانت تعمل موظفة إيداعات، ولها حق الوصول إلى مستندات لم تكن بحوزة هوتن نفسه. اعتاد الاثنان الذهاب إلى لندن بصفة مستمرة حيث قابلا رجلًا يُدعى جوردون لونزديل، وهو رجل أعمال كندي. أثناء تلك المقابلات كان كلًا من هوتن ولونزديل يتبادلان الطرود.
كان لونزديل يتظاهر بالتجارة في آلات تشغيل الموسيقى وآلات صناعة علكة الفقاعات. قام جهاز المخابرات بوضعه تحت المراقبة، ومن خلال تعقب تحركاته وجدوا أنه كان يعتاد الذهاب إلى 45 شارع كرانلي في روزليب لزيارة تاجر كتب آثرية في منزله، وهذا التاجر هو بيتر كروجر الذي يعيش مع زوجته هيلين كروجر. ولذلك وُضع آل كروجر تحت المراقبة السرية.

## الاعتقالات
في يوم السبت الموافق 7 يناير 1961 اعتُقل كل من هوتن وجي ولونزديل في لندن من قبل مشرف القوات الخاصة جورج جوردون سميث، إذ أنه لم يُسمح لضباط جهاز المخابرات بتنفيذ الاعتقالات. كانت تحتوي حقيبة جي على كميات ضخمة من صور وأفلام تحتوي على معلومات سرية، ومن بينها تفاصيل غواصة دريدنوت الملكية (وهي أول غواصة نووية بحوزة المملكة المتحدة)، ومواصفات محول العزوم الخاص بشركة بورغ وارنر.
وصل سميث وزملائه إلى بيت آل كروجر، وتظاهروا بأنهم يحققون في أمر بعض السرقات التي تحدث في الحي حتى يتمكنوا من الدخول إلى المنزل. عقب دخولهم مباشرة أعلنوا عن هوياتهم الحقيقية بصفتهم ضباط القوات الخاصة، وأخبروا آل كروجر أن عليهم اصطحابهم إلى سكوتلاند يارد للمساءلة. لكن قبل رحيلهما طلبت السيدة كروجر أن تضرم النيران في الغلاية، لكن سميث أصر أن ينظر في حقيبة اليد الخاصة بها أولًا. فوجدوا أنها تحتوي على مجموعة من النقاط الصغيرة (وهي طريقة لتصغير المستندات السرية لسهولة تهريبها). بفضل حنكة المحقق سميث وبناء على خبرته في اصطياد الجواسيس خمن أن كروجر كانت تحاول حرق تلك المستندات.
وجد أن تلك النقاط الصغيرة التي عثروا عليها في منزل آل كروجر هي عبارة عن خطابات أرسلها لونزديل إلى زوجته التي تعيش في الاتحاد السوفييتي مع أطفالها. واستعمل آل كروجر المطبعة التي بحوزتهم لطباعة تلك الخطابات وتهريبها من بريطانيا إلى الاتحاد السوفييتي. تحتوي تلك الخطابات على بعض التفاصيل العائلية إلى جانب الأسرار التي تمكن هوتن وجي من تسريبها.
كان منزل آل كروجر ممتلئ بمعدات التجسس، إلى جانب مبالغ طائلة من النقود، وصور فوتوغرافية، وألواح التكويد لتشفير الرسائل، وجهاز راديو لإرسال الرسائل من موسكو واستقبالها. وتطلب الأمر بضعة أيام للكشف عن جميع المعدات إلى جانب بعض الأغراض الأخرى مثل تصاريح السفر المزيفة التي لم تكتشفها الشرطة إلا بعد رحيلهم. قال ضابط المخابرات بيتر رايت أن الشرطة استغرقت 9 أيام للعثور على جهاز الإرسال الخاص بآل كروجر. وعلى مدار السنوات التالية عُثر على بضعة أجهزة إرسال أخرى في أثناء التجديدات. وعُثر أيضًا على مبالغ ضخمة من المال في منازل هوتن وجي ولونزديل.

## المحاكمة
أُدين كل من الخمسة بتهم التجسس بعد يومين من اعتقالهما في محكمة الصلح في باو ستريت. وادعى كل من جي وآل كروجر البراءة، أما هوتن فقد عرض الإفشاء على زملائه في مقابل تخفيف الحُكم ولكنه قوبل بالرفض، أما لونزديل فقد ظل صامتًا. وعُقدت المحاكمة في يوم الاثنين الموافق 13 مارس 1961.
وفي أثناء عرض الأدلة ادعت جي أنها تعرفت على لونزديل باسم أليكس جونسون، وأنه كان ينتحل شخصية قائد في البحرية الأمريكية، وزعمت أنه طلب منها معرفة كيفية تعامل البريطانيين مع المعلومات التي ترسلها الولايات المتحدة. وقالت إنها لم تكن على دراية بأن المعلومات كانت تتسرب إلى روسيا. وزعمت أنها كانت تفعل ذلك بدافع حبها لهوتن، وهو عشيقها الأول بعد فترة طويلة من العزوبة على حد قولها.
أما هوتن فقد ادعى أنه تعرض لعدة تهديدات من أشخاص غامضين، وتوعّده بعض المجرمين بالضرب في حالة رفضه تسريب المعلومات. وهدده هؤلاء الرجال بإيذاء جي وزوجته السابقة. وادعى هو الآخر أن لونزديل كان ينتحل شخصية أليكس جونسون وأنه حاول أن يقلل من تورط جي في تلك الأمور.
لم يدلِ لونزديل أو آل كروجر بشهادتهم، لكن لونزديل اعترف بمسؤوليته الكاملة في أقواله التي قُرأت في المحكمة. فقد زعم أن آل كروجر بريئون، وأنه كان يذهب إلى منزلهما في غيابهما لإخفاء معدات التجسس دون علمهما. وأبدى آل كروجر موافقتهم على هذا الادعاء، وزعما أن بيتر ليس إلا تاجر كتب، وزوجته ليست إلا ربة منزل بسيطة. لكنهم لم يتمكنوا من تفسير وجود تصاريح سفر كندية مُزورة تحتوي على صورهما داخل منزلهما، لذلك كان واضحًا أنهما يحاولان التهرب من أفعالهما.
وأدانت هيئة المحلفين جميع المتهمين. ثم همّ المُشرف سميث بإدلاء شهادته، وأعلن أنه تمكن من التعرف على هوية آل كروجر الحقيقية باستخدام بصمات الأصابع، واتضح أنهما موريس ولونا كوهين، وهما جاسوسان مشهوران كانا يعملان مع جوليوس وإيتيل روزنبرغ، ورودولف آبل، وديفيد جرينغلاس في الولايات المتحدة.
ظلت هوية لونزديل مجهولة رغم الجهود المستفيضة التي قام بها جهاز المخابرات البريطاني، ومكتب التحقيقات الفيدرالي، وشرطة الخيالة الكندية الملكية، إلى جانب عدة جهات استخباراتية أخرى في العالم الغربي. وكانت تلك الجهات على يقين أنه مواطن روسي يعمل لدى جهاز المخابرات السوفييتي، لكنهم لا يعلمون شيئًا عن ماضيه سوى أنه ظهر في كندا لأول مرة عام 1954.

## الأحكام المنطوقة وحياتهم اللاحقة
حُكم على كلٍ من هوتن وجي بالسجن لمدة 15 عامًا. أُطلق سراحهما عام 1970، وتزوجا في السنة التالية. حكم على آل كروجر (أو آل كوهين) بالسجن لمدة 20 عامًا. وفي عام 1969 تبادلتهما الحكومة البريطانية بالمواطن البريطاني جيرالد بوك الذي اعتقلته السلطات السوفييتية. وفي خلال عملية تبادل السجناء اعترفت السلطات السوفييتية بأنهما جاسوسين.
أما العقل المدبر لونزديل فقد حُكم عليه بالسجن لمدة 25 عامًا. وفي عام 1964 تبادلته الحكومة البريطانية بالجاسوس البريطاني جرفيل واين الذي اعتقل في الاتحاد السوفييتي. اتضح أن اسمه الحقيقي هو كونون تروفيموفيتش مولودي.
قال البروفيسور كريستوفر أندرو إن عدد أعضاء العصابة قد يتجاوز الخمسة الذين قُبض عليهم، فمن المحتمل أن العصابة كانت تتضمن موظفي السفارة الروسية والسفارة البولندية، لكنهم يتمتعون بحصانة دبلوماسية. اقترح البروفيسور أندرو أنه من المحتمل أن العصابة تضمنت عدة مسؤولين آخرين ذوي رتبة عالية لدى مؤسسة أبحاث الأميرالية، ولا تزال هوياتهم مجهولة. فقد كان هوتن موظفًا ذا رتبة منخفضة وكانت جي سكرتيرة، ومن الراجح أن كليهما كان يجهل خطورة المستندات التي كانت بحوزتهما.